# Masato Fujita
Masato Fujita (født 8. maj 1986) er en japansk fodboldspiller, som spiller for den japanske fodboldklub Sagan Tosu.